# Abudefduf declivifrons
Abudefduf declivifrons är en fiskart som först beskrevs av Gill 1862.  Abudefduf declivifrons ingår i släktet Abudefduf och familjen Pomacentridae. IUCN kategoriserar arten globalt som livskraftig. Inga underarter finns listade i Catalogue of Life.